# 네타냐

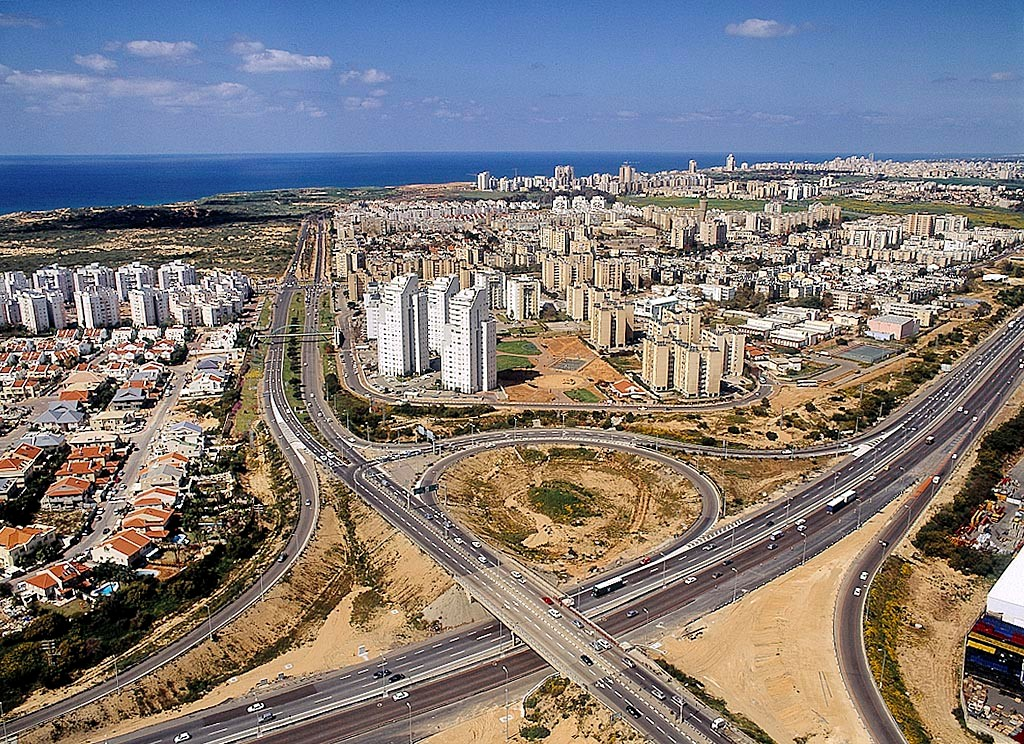
폴레그 교차로

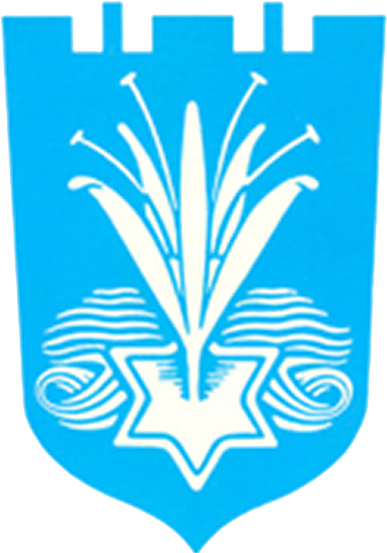
시 문장

네타냐(Netanya, 히브리어: נְתַנְיָה)는 이스라엘 중부 구 북부에 위치한 도시로, 면적은 28.5km2, 인구는 183,200명(2009년 기준)이다. 텔아비브에서 북쪽으로 30km, 하이파에서 남쪽으로 56km 정도 떨어진 곳에 위치하며 도시 이름은 히브리어로 "신이 주신"을 뜻한다.

## 인구
| 연도        | 인구    | ±% p.a.  |
| ----------- | ------- | -------- |
| 1929        | 5       | —        |
| 1931        | 100     | +347.21% |
| 1948        | 11,600  | +32.26%  |
| 1955        | 31,000  | +15.08%  |
| 1961        | 41,300  | +4.90%   |
| 1972        | 71,100  | +5.06%   |
| 1983        | 102,300 | +3.36%   |
| 1995        | 146,100 | +3.01%   |
| 2008        | 179,000 | +1.57%   |
| 2012        | 192,200 | +1.79%   |
| 2015        | 207,946 | +2.66%   |
| [ 1 ] [ 2 ] |         |          |

## 자매 도시
- 영국 본머스
- 미국 오하이오주 신시내티
- 이탈리아 코모
- 독일 도르트문트
- 독일 기센
- 오스트레일리아 퀸즐랜드주 골드코스트
- 루마니아 이아시
- 프랑스 니스
- 폴란드 노비송치
- 프랑스 사르셀
- 헝가리 시오포크
- 노르웨이 스타방에르
- 스페인 카세레스